# Synthetonychia oliveae
Espèce
Synthetonychia oliveae est une espèce d'opilions laniatores de la famille des Synthetonychiidae.

## Distribution
Cette espèce est endémique de Nouvelle-Zélande. Elle se rencontre sur l'île Stewart.

## Description
Le mâle holotype mesure 1,68 mm de long et 1,40 mm de large et la femelle paratype 1,56 mm de long et 1,50 mm de large.

## Systématique et taxinomie
Cette espèce a été décrite par Forster en 1954.

## Étymologie
Cette espèce est nommée en l'honneur d'Olive Allan.

## Publication originale
- Forster, 1954 : « The New Zealand Harvestmen (sub-order Laniatores). » Canterbury Museum Bulletin, vol. 2, p. 1-329.